# Didouche Mourad
Didouche Mourad (em árabe: ديدوش مراد), anteriormente Bizot durante a colonização francesa, é uma cidade e comuna localizada na província de Constantina, Argélia. Segundo o censo de 2008, a população total da cidade era de 44 951 habitantes.